# Махновичи (Гомельская область)
Махновичи (транслит.: Machnavičy; бел. Ма́хнавічы) — агрогородок (до 2018 г. — деревня) в  Мозырском районе Гомельской области Республики Беларусь. Административный центр Махновичского сельсовета.
Поблизости деревни месторождения глины и суглинков.

## География

### Расположение
В 40 км на юго-запад от Мозыря, 30 км от железнодорожной станции Ельск (на линии Калинковичи — Овруч), 173 км от Гомеля.

### Гидрография
На востоке и севере Высоко-Махновичский канал и искусственный водоём.

## Транспортная сеть
На автодороге Лельчицы — Мозырь. Через Махновичи проходит автомобильная дорога Р36. Планировка состоит из 2 прямолинейных широких улиц, пересекаемых 2 криволинейными улицами. Застройка двусторонняя, деревянная, усадебного типа.

## История
По письменным источникам известна с XVI века. Обозначена в пописе армии Великого княжества Литовского под 1567 год. Некоторое время была во владении иезуитов, затем казны и в 1777 году продана виленскому епископу И. Масальскому. Обозначена на карте Минского воеводства начала XVIII века.
После 2-го раздела Речи Посполитой (1793 год) в составе Российской империи. В 1834 году владение помещика Рудевского. Крестьяне часто жаловались в разные учреждения на тяжесть барщины. В 1866 году работала церковь. В 1886 году в Буйновичской волости. Через село проходил тракт из Мозыря в Пинск. Рядом в 1880 году была построена узкоколейная железная дорога (тягловая сила — лошади) для вывоза леса на пристань Боложевичи. Согласно переписи 1897 года действовали хлебозапасный магазин, трактир. Кроме земледелия жители занимались бондарным промыслом. В 1904 году открыта школа, для которой в 1905 году построено собственное здание. В 1908 году в Мелешковичской волости Мозырского уезда Минской губернии.
21 ноября 1920 года в бою около деревни части Красной Армии разгромили отряды С. Н. Булак-Балаховича и взяли в плен 300 легионеров. В течение 1917—1920 годов село было расселено и образовались хутора Ничипоровщино, Козлы, Палеток, Хотемля, Колодница Рубезки, Слинцы, Гороховка, Кириловка, Верхулесье, Городец, Ягодное, Анисимовка, Навустье, Гораваха, Халява, Вуськи Брод, Гай, Речица, Забалотье, Глиннае Тёмные Гряды, Загрузкое Болото, Горное, Подкруженье, Слепча.
С 20 августа 1924 года центр Махновичского сельсовета Мозырского, с 5 октября 1926 года Слободского, с 4 августа 1927 года Каралинского, с 5 февраля 1931 года Ельского, с 25 декабря 1962 года Мозырского районов Мозырского (с 26 июля 1930 года и с 21 июня 1935 года до 20 февраля 1938 года) округа, с 20 февраля 1938 года Полесской, с 8 января 1954 года Гомельской областей.
В 1930 году организован колхоз «Луч Октября», работала кузница. Во время Великой Отечественной войны в августе 1941 года был создан Махновичский партизанский отряд (командир Я. Ф. Гончаренко, комиссар Д. Д. Перлов). Оккупанты 12 июня 1943 года сожгли деревню и убили 67 жителей из деревень Махновичи и Дербинка (похоронены в могиле жертв фашизма в 0,5 км на восток от деревни). В боях около деревни погибли 9 советских солдат и партизан (похоронены в братской могиле на кладбище). На фронтах и в партизанской борьбе погибли 365 жителей Махновичского сельсовета, память о них увековечивает стела, установленная в 1976 году около Дома культуры. Согласно переписи 1959 года центр колхоза «Луч Октября». Действовали лесничество, лесопилка, мельница, швейная и сапожная мастерские, средняя школа, Дом культуры, библиотека, фельдшерско-акушерский пункт, аптека, детский сад, ветеринарный пункт, отделение связи, столовая, 2 магазина, школьный этнографический музей.
1 марта 2018 года деревня Махновичи преобразована в агрогородок.

## Население

### Численность
- 2004 год — 308 хозяйств, 752 жителя.

### Динамика
- 1834 год — 40 дворов.
- 1866 год — 397 жителей.
- 1886 год — 61 двор, 467 жителей.
- 1897 год — 114 дворов, 589 жителей (согласно переписи).
- 1908 год — 118 дворов, 1019 жителей.
- 1940 год — 197 дворов.
- 1959 год — 717 жителей (согласно переписи).
- 2004 год — 308 хозяйств, 752 жителя.

## Культура
- Дом культуры

## Достопримечательности
- Памятник землякам, погибшим в Великой Отечественной войне
- Братская могила советских воинов и партизан
- Могила жертв фашизма